# Miran

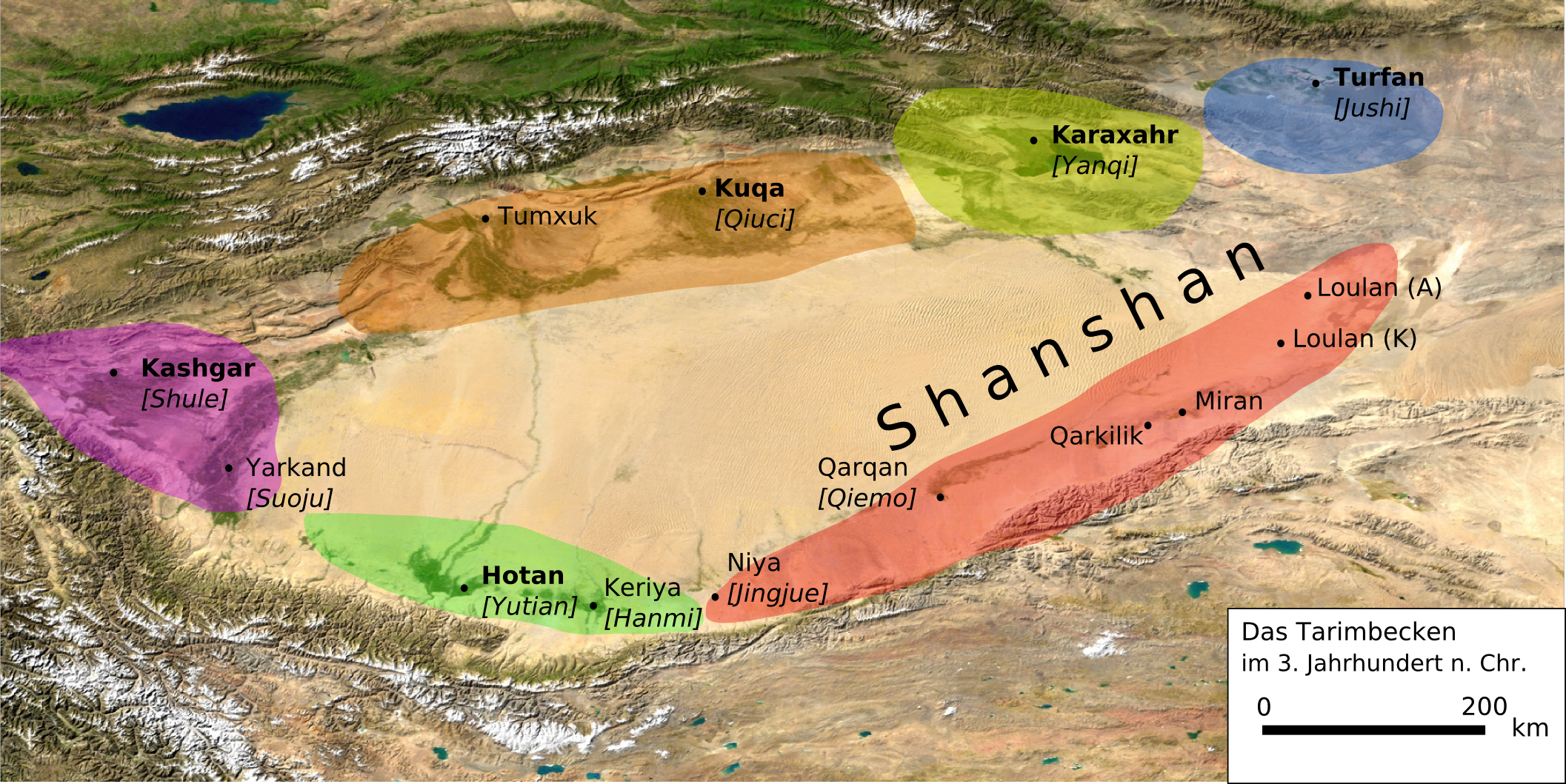
Basen Tarymu w III wieku n.e., z królestwem Shanshan w jego południowo-wschodniej części

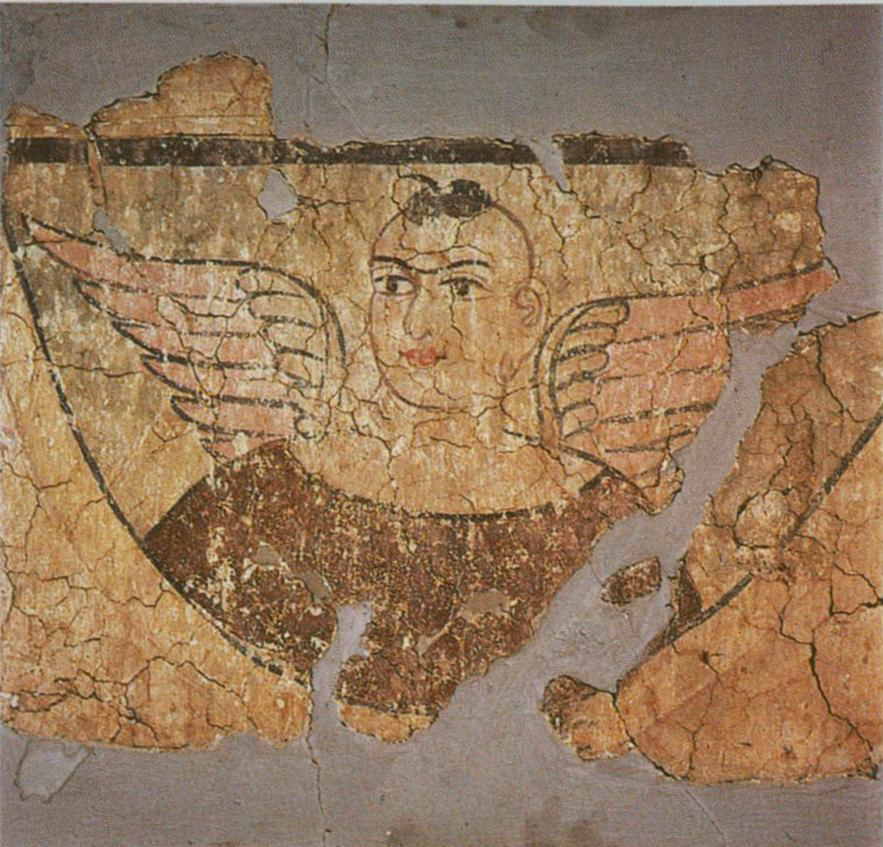
Malowidło buddyjskie w stylu rzymskim

Miran (chiń. 米兰; pinyin Mǐlán) – starożytna oaza na jedwabnym szlaku, położona we wschodniej części basenu Tarymu, na zachód od jeziora Lob-nor (ob. region autonomiczny Sinciang w Chinach).
W pierwszych wiekach naszej ery Miran stanowił jeden z głównych grodów królestwa Shanshan i centrum jego rolniczej części. Został odkopany w latach 1901-1903 przez Aurela Steina. W ruinach osady zachowały się liczne freski o tematyce buddyjskiej, zdradzające wpływy sztuki grecko-rzymskiej. Przedstawione postaci mają rzymskie lub partyjskie ubiory i rysy twarzy, zaś autor jednego z malowideł podpisał się w piśmie kharoszthi imieniem Tita – co odczytuje się jako „Tytus”.
Wraz z załamaniem się szlaków handlowych w dolinie Tarymu pod koniec IV wieku miasto podupadło. W połowie VIII wieku Miran został zajęty przez Tybetańczyków, którzy uczynili z niego ważny fort graniczny. Po upadku imperium tybetańskiego w IX wieku miasto zostało opuszczone.